# Csamzinka
Csamzinka (oroszul: Чамзинка, erza nyelven Чаунза) városi jellegű település Oroszországban, Mordvinföldön, a Csamzinkai járás székhelye.
Lakossága: 9463 fő (a 2010. évi népszámláláskor).
Mordvinföld keleti részén, Szaranszktól 48 km-re, a Nuja (az Alatir mellékfolyója) partján terül el. Vasútállomás a Szaranszk–Kazany vasúti fővonal Romodanovo (Krasznij Uzel állomás) és Kanas közötti szakaszán. A település mellett vezet a P-178 jelű Szaranszk–Uljanovszk országút. 2006-ban adták át a vasútállomás új épületét és mellette az új autóbusz-állomást.
1928-ban lett járási székhely, 1960-ban az addigi falut átsorolták munkástelepülés kategóriába. 1946-ban alapított tejfeldolgozó vállalatának jogutódja mára a köztársaság egyik jelentős tejipari gazdasági társaságává nőtt. Csamzinkában működik a szaranszki nagy elektrotechnikai gyár (Liszma) egyik üzeme is.
Az 5 km-re lévő Komszomolszkij település építőanyag-ipari központ.